# Saint-Jean-de-Trézy
Saint-Jean-de-Trézy település Franciaországban, Saône-et-Loire megyében. Lakosainak száma 377 fő (2022. január 1.). Saint-Jean-de-Trézy Couches, Dennevy, Essertenne, Perreuil, Saint-Bérain-sur-Dheune, Saint-Léger-sur-Dheune és Saint-Pierre-de-Varennes községekkel határos.

## Népesség
A település népessége az elmúlt években az alábbi módon változott:
| Lakosok száma | 348  | 357  | 376  | 368  | 374  | 377  | 379  | 382  | 377  |
|               | 2013 | 2015 | 2016 | 2017 | 2018 | 2019 | 2020 | 2021 | 2022 |